# Anne Etchegoyen
Anne Etchegoyen (ur. 1980 w Saint-Palais – francuska wokalistka narodowości baskijskiej.
Urodziła się w 1980 roku w Saint-Palais w prowincji Dolna Nawarra. W wieku ośmiu lat dołączyła do chóru w rodzinnej miejscowości Donapaleu (Baxenabarre). Przez wiele lat uczyła się w konserwatoriach muzycznych w Bajonnie i Bordeaux. W 2003 roku została wybrana do odśpiewania hymnu narodowego na rozpoczęciu lekkoatletycznych mistrzostw świata. Śpiewa w kilku językach, po baskijsku, francusku i w dialekcie gaskońskim. Występowała z męskim chórem Aizkoa. W 2015 roku udała się z pieszą pielgrzymką do Santiago de Compostela.
Największym przebojem piosenkarki jest jej wersja klasycznej pieśni baskijskiej Txoria Txori (Hegoak) czyli Ptak to ptak (Skrzydła) – słowa Joxean Artze, muzyka Mikel Laboa. Liczba odsłon teledysku w serwisie YouTube przekroczyła milion (1 156 983 na dzień 27 września 2016 roku).
Z chórem Aizkoa zaśpiewała także hymn drużyny rugby z Bayonne La Peña Baiona, oparty na melodii piosenki Udo Jürgensa Griechischer Wein (Greckie wino).